# Charmcaster
Charmcaster es un personaje ficticio de la serie Ben 10. Es una de las villanas más recurrentes de la franquicia, apareciendo en todas las series. Es la sobrina y aprendiz del archienemigo de Gwen Tennyson, Hex. Debido a una intoxicación de energía mística, tiene los ojos de color rosado.
Al igual que su tío, ella utiliza magia para pelear. Aunque desprecia a Ben igual que otros villanos, su odio es mayor hacia Gwen por su compartida afición a la magia. Así, refleja la rivalidad de Ben y Kevin en la serie original. Charmcaster ha desempeñado un papel clave en la serie, por ejemplo, cuando Gwen robó su libro de hechizos y aprendió a utilizar sus poderes. Tiene una bolsa mágica que le permite dibujar todo tipo de artículos, tales como explosivos mágicos y otras armas, y también guardar cosas dentro de ella que son de dimensiones mayores a los de la pequeña bolsa. También es experta en varios hechizos mágicos, aunque está claro que, debido a su inexperiencia, no es tan poderosa como su tío.

## Ben 10
En su debut, La suerte regresa, libera a su tío de prisión y lo acompaña a robar la llave de Bezel, se las arregla para engañar a Gwen, convenciéndola de que su tío la estaba manipulando, y así roba la llave mientras abraza a Gwen, dándole después la llave a Hex. Al final se revela que Hex necesitaba la llave para recrear los hechizos de Bezel y que estaba manipulando a su tío para quedarse con todo el poder. Al final, sus poderes al igual que los de Hex, son absorbidos por la llave.
Charmcaster regresa en Un cambio de cara , con sus poderes regenerados desde su reciente encuentro con los Tennysons. Aquí intenta hacer un hechizo de cambio de cuerpo con Ben para obtener el Omnitrix y así incrementar más su magia, sin embargo termina en el cuerpo de Gwen y de vuelta a su cuerpo original cuando Ben y Gwen intercambiaron cuerpos. Al final es arrestada y su bolsa es arrojada al océano. Gwen logra, además, obtener su libro de hechizos donde aprende a usarlo.
Reaparece como un pequeño cameo al final del episodio No Tomes el Agua donde mantiene en sus brazos a su tío Hex (convertido en un niño gracias a la fuente de la juventud) y diciendo que daría las órdenes de ahora en adelante.
Charmcaster vuelve en Ben 10 contra los 10 negativos como parte de ellos.Pero a diferencia de sus compañeros, que quieren derrotar a Ben, ella está más enfocada en derrotar a Gwen; también aquí se demuestra su rivalidad con su compañera Rojo.

## Ben 10: Alien Force
Charmcaster regresa en Ben 10: Alien Force en el episodio Hechizados, con una apariencia totalmente diferente: ahora lleva un vestido sin mangas y una tiara violeta en lugar de su abrigo violeta original. Aquí ya no usa su bolsa, utiliza manipulación de magia como Gwen, aunque todavía utiliza varios hechizos "mágicos" como traer objetos inanimados a la vida, abrir portales mágicos y cambio de forma. Sus monstruos de piedra aparecen como sus acompañantes y tienen pensamiento y razón.
Como Caroline, logra aprovecharse de Kevin al decirle que Gwen no se preocupa por él desde su mutación. Luego finge estar enamorada de Kevin y lo besa, hipnotizándolo para que ataque a Ben y a Gwen y llevándose a Gwen al Planetario. Aunque Kevin es rápidamente liberado del hechizo y toda la trama se descubre, Gwen decide enfrentarse a su antiguo rival y va al planetario,  cae en una de las trampas de Charmcaster y toda su magia es drenada. Kevin sintiéndose culpable por la tragedia de Gwen, se encuentra con Chamcaster. Le da vida a un cartel de Señor Malteada, que pelea contra Ben como Upchuck, mientras Kevin busca a Gwen, sin embargo ella logra cambiar las tablas recuperando sus poderes, después envía a Charmcaster y a sus monstruos a un portal dimensional. Aunque intenta usar a uno de sus golems como salvación, eventualmente el golem cae a través del portal con Charmcaster hacia una desconocida localización. Después de un tiempo, Charmcaster regresa a Bellwood y se fue a vivir con su tío Hex. Más tarde en El Tiempo Cura, cuando Gwen evita la mutación de Kevin y cambia la realidad, Charmcaster logró asesinar a la Gwen de la otra realidad, cuando vio a la Gwen de la realidad original intentó matarla y después ayudó a su tío Hex a evitar que Gwen cambiara otra vez la realidad pero gracias a la ayuda del Ben de esa realidad alternativa, sus planes fueron frustrados.

## Ben 10: Ultimate Alien
Charmcaster apareció en el episodio La familia es Primero donde formó una alianza con Zombozo y Volkanus para vengarse de Ben y sus amigos, secuestrando a los padres de Ben. Ella usó el báculo de Hex y lanzó  rayos calóricos de energías con él. De acuerdo a la serie original, solo un Mago Maestro puede activarlo, lo que significa que se ha vuelto mucho más poderosa. Fue derrotada por Kevin. En Where the Magic Happens se reforma y se hace amiga de Gwen.

## Curiosidades
- Su aspecto en Ben 10: Alien Force podría estar ligeramente basado en Sindel, personaje de Mortal Kombat